# Cinema City Wolność w Częstochowie
Cinema City Wolność – kino zlokalizowane w centrum Częstochowy u zbiegu alei Najświętszej Maryi Panny oraz alei Tadeusza Kościuszki. Od 2004 roku jest to multipleks kinowy należący do sieci Cinema City. Pod rożnymi nazwami (Wolność, Luna, Grand Kino, Casino) kino funkcjonowało w tym miejscu od 1929 roku.
Obiekt został oddany do użytku w 2004 roku jako pierwszy multipleks w Częstochowie. Otwarcie było planowane na 20 grudnia, ale problemy z odbiorem obiektu przez straż pożarną spowodowały, że widzowie mogli podziwiać na drzwiach wejściowych kartkę z napisem W dniu dzisiejszym kino nieczynne z powodów technicznych. Ostatecznie kino Cinema City zostało otwarte dla publiczności 25 grudnia. Pierwszym seansem była projekcja filmu Iniemamocni.
Multipleks powstał w miejscu starego kina Wolność (działającego do 2001 roku) oraz jako nadbudowa DH Schott. W trakcie budowy kina, w latach 2001–2004, seanse filmowe odbywały się tymczasowo w Filharmonii Częstochowskiej.
Jeszcze wcześniej w tym samym miejscu funkcjonowały kolejno: kino Casino w latach 1929–1931, Grand Kino w latach 1931–1933 i kino Luna w latach 1933–1945.
Obiekt liczy 8 sal kinowych, mających łącznie ponad 1 700 miejsc.